# Vireó ventregroc
El vireó ventregroc (Pachysylvia hypoxantha) és un ocell de la família dels vireònids (Vireonidae).

## Hàbitat i distribució
Habita la selva pluvial, vegetació secundària i camps de les terres baixes per l'est dels Andes, des del sud-est de Colòmbia i sud de Veneçuela cap al sud fins l'est de l'Equador, est i centre del Perú, nord de Bolívia i Brasil amazònic. ==Referències ==
1. ↑  «Vireó ventregroc». Cercaterm.  TERMCAT, Centre de Terminologia. Rev. 10/05/2023(català)